# Bernd Hoffmann
Bernd Paul Hoffmann (* 21. Januar 1963 in Leverkusen) ist ein deutscher Sportfunktionär. Bekannt wurde er durch seine zwei Amtszeiten als Vorstandsvorsitzender des Hamburger SV.

## Leben
Hoffmann studierte an der Universität zu Köln und in Pennsylvania Betriebswirtschaftslehre und schloss das Studium 1989 als Diplom-Kaufmann ab. Anschließend war er beim Sportrechtevermarkter UFA Sports bzw. später bei Sportfive für die Vermarktung einiger Fußballklubs in den neuen Bundesländern tätig. 1998 übernahm UFA Sports auch die Vermarktung des Hamburger SV.
Am 16. Dezember 2002 gab der HSV die Verpflichtung Hoffmanns bekannt. Er trat sein Amt am 1. Februar 2003 an. Im Dezember 2007 wurde sein Vertrag um weitere vier Jahre bis zum 31. Dezember 2011 verlängert. Im März 2011 erhielt Hoffmann mit 7:5 Stimmen nicht die notwendige Zwei-Drittel-Mehrheit. Der Ende 2011 auslaufende Vertrag sollte mit Hoffmann nicht verlängert werden; im März 2011 gab der HSV bekannt, dass man sich mit sofortiger Wirkung von Bernd Hoffmann getrennt habe.
Von Januar 2013 bis Januar 2018 war Hoffmann geschäftsführender Gesellschafter der Spielerberatungsagentur Lanista Sports Management GmbH.
Am 18. Februar 2018 wurde Hoffmann mit 51,09 Prozent der Stimmen zum Präsidenten des Hamburger SV e. V. gewählt, wodurch er geborenes Mitglied im Aufsichtsrat der HSV Fußball AG ist, in die die Lizenzspielerabteilung seit 2014 ausgegliedert ist. Am 27. Februar 2018 wurde er zum stellvertretenden Aufsichtsratsvorsitzenden gewählt, bevor er am 7. März den Vorsitz des Gremiums übernahm. In der Funktion des Aufsichtsratsvorsitzenden der HSV Fußball AG war Hoffmann wesentlich mitverantwortlich an der vorzeitigen Trennung des HSV vom damaligen Vorstandsvorsitzenden Heribert Bruchhagen sowie vom damaligen Direktor Profifußball Jens Todt. Die Trennung wurde bereits einen Tag nach Hoffmanns Wahl zum Aufsichtsratsvorsitzenden, am 8. März 2018, vollzogen. Hoffmann verkündete diesen Personalwechsel mit den Worten: „Das ist jetzt der Neustart, den wir brauchen.“ Kurze Zeit später, am 12. März 2018, wurde auch der bisherige Trainer des HSV Bernd Hollerbach entlassen und von Bruchhagens kommissarischem Nachfolger Frank Wettstein durch den bisherigen U21-Trainer Christian Titz ersetzt. Die Personaländerungen passen zum Konzept Hoffmanns, der nach eigener Aussage eine „Neuausrichtung“ des Hamburger Fußballvereins vorantreiben möchte. Mit Titz als Cheftrainer konnte der HSV den Abstand auf den Relegationsplatz von sieben Punkten zum Zeitpunkt des Amtsantritts vor dem letzten Spieltag auf zwei Punkte verkleinern. Trotz eines Sieges am letzten Spieltag stieg der HSV am 12. Mai 2018 erstmals in die 2. Bundesliga ab. Am 26. Mai 2018 delegierte der Aufsichtsrat Hoffmann interimsweise – laut Aktiengesetz für maximal ein Jahr (§ 105 Abs. 2 S. 1 AktG) – auf die Position des Vorstandsvorsitzenden; sein Mandat im Aufsichtsrat ruhte in dieser Zeit. Am 19. September 2018 legte Hoffmann sein Amt als Präsident des e. V. nieder und wurde vom Aufsichtsrat der HSV Fußball AG bis 2021 zum Vorstandsvorsitzenden bestellt.
Am 28. März 2020 stellte der Aufsichtsrat Hoffmann frei, nachdem es zu Differenzen mit den übrigen Vorständen Jonas Boldt (Sport) und Frank Wettstein (Finanzen) gekommen war. Daraufhin einigten sich Hoffmann und der Aufsichtsrat auf eine Auflösung seines noch bis zum 30. Juni 2021 laufenden Vertrags zum 11. April 2020.
Hoffmann ist geschieden, hat vier Kinder (zweimal Zwillinge) und lebt mit seiner Freundin Sandra Henke in Hamburg.